# Смит, Кларк Эштон
Кларк Эштон Смит (англ. Clark Ashton Smith; 13 января 1893, Лонг-Валли, округ Пласер, Калифорния, США — 14 августа 1961, Пасифик-Гров, округ Монтерей, Калифорния, США) — американский поэт и писатель, художник, скульптор.
К. Э. Смит писал рассказы в жанре фантастики, фэнтези и ужасов. «Никого со времён По так не восхищал хорошо разложившийся труп», — сказал о нём Спрэг Де Камп. Современники также ценили К. Э. Смита как поэта.

## Биография

Кларк Эштон Смит в возрасте 19 лет

Отец — Тимеус Смит, родом из Англии, поселился в Лонг-Валли и женился на Фанни Гейлард, дочери состоятельных калифорнийских фермеров.

### Ранние годы
Смит родился 13 января 1893 года в Лонг-Велли, округ Плейсер, штат Калифорния, в семье с английскими и новоанглийскими корнями. Большую часть своей жизни он провёл в маленьком городке Оберн, Калифорния, живя в доме, построенном его родителями, Фанни и Тимеусом Смитом. Смит признавался, что ненавидел провинциальность городка, но редко покидал его, пока не женился в конце жизни.
Его формальное образование было ограниченным: он страдал психологическими расстройствами, включая сильную агорафобию, и хотя его приняли в среднюю школу после восьми лет обучения в гимназии, родители решили, что для него будет лучше учиться дома. Ненасытный читатель с необычайной эдетичной памятью, Смит, казалось, запоминал почти всё, что читал. Покинув формальное образование, он взялся за самостоятельное изучение литературы, включая «Робинзона Крузо», «Пунди Гулливера», сказки Ханса Кристиана Андерсена и Мадам д'Онуа, «Арабские ночи» и стихи Эдгара Аллана По. Он читал словарь без сокращений слово в слово, изучая не только определение слов, но и их этимологию.
Кроме того он читал «Британнику» и «Словарь Уэбстера» по меньшей мере дважды. Позднее Смит изучил французский и испанский языки. В возрасте 13 лет начал писать и переводить стихи с этих языков, в частности произведения Жерара де Нерваля, Поля Верлена, Амадо Нерво, Густаво Адольфо Беккера и все, кроме 6, из 157 стихов Шарля Бодлера в сборнике «Цветы зла». В 1910 начал писать первые рассказы. В 1912 знакомится с поэтом Джорджем Стерлингом. Осенью выходит в свет первый сборник стихов Эштона — «The Star Treader and Other Poems» (рус. Ступающий по звёздам и другие стихотворения).

### Первые работы
Его первые литературные пробы, в возрасте 11 лет, имели форму сказок и имитаций арабских ночей. Позже он писал длинные приключенческие романы, посвящённые восточной жизни. В 14 лет он уже написал краткий приключенческий роман «Чёрные бриллианты» (англ. The Black Diamonds), который был утерян на долгие годы, пока не был опубликован в 2002 году. Ещё один юношеский роман был написан в подростковом возрасте: «Меч Порок» (англ. The Sword of Zagan) (не опубликован до 2004 года). Как и в «Чёрных бриллиантах», в нём используется средневековая атмосфера и слышны влияния авторов, которыми он восхищался в этом возрасте.
В 17 лет он продал несколько рассказов в журнал The Black Cat, который специализировался на необычных сказках. Он также опубликовал несколько рассказов в ежемесячнике «Overland Monthly» — это была его краткая вылазка в художественную литературу, предшествовавшую его поэтической карьере.
Однако именно поэзия мотивировала молодого Смита, и он посвятил себя поэзии более десяти лет. В поздней юности Смит познакомился с поэтом из Сан-Франциско Джорджем Стерлингом через члена местного клуба Auburn Monday Night Club, где он прочитал несколько своих стихов со значительным успехом. Во время месячного визита к Стерлингу в Кармел (Калифорния) Смит познакомился с поэзией Бодлера.
Когда Смит опубликовал свой второй сборник стихов «Чёрное дерево и хрусталь» (англ. Ebony and Cristal) в 1922 году, он получил письмо от поклонника: Г. Ф. Лавкрафта. С этого письма началась их дружба, которая длилась 15 лет без личной встречи.
Он стал протеже Стерлинга, который помог ему опубликовать первый сборник стихов «Звёздный ходок и другие стихи» (англ. The Star-Treader and Other Poems) в возрасте 19 лет. Смит получил международное признание за этот сборник. Американские критики очень благосклонно восприняли «Звёздоходца», один из которых назвал Смита «тихоокеанским Китсом». Смит ненадолго оказался в кругу Амброза Бирса и Джека Лондона, но его ранняя слава вскоре угасла.

### Период ухудшения здоровья
Спустя некоторое время здоровье Смита подорвалось, и в течение восьми лет его литературное творчество было прерывистым, хотя именно в этот период он создал свои лучшие стихи. Небольшой сборник «Оды и сонеты» (англ. Odes and Sonnets) вышел в свет в 1918 году. Смит познакомился с литературными деятелями, которые впоследствии вошли в круг корреспондентов Говарда Лавкрафта; Смит знал их гораздо раньше, чем Лавкрафт. Среди них — поэт Сэмюэл Лавмен и книготорговец Джордж Кирк. Именно Смит позже познакомил Дональда Вандрея с Лавкрафтом. По этой причине было высказано предположение, что Лавкрафта можно с таким же успехом назвать членом круга Смита, как и Смит был членом круга Лавкрафта.
В этот период Смит и Лавкрафт заимствовали друг у друга географические названия и имена богов для своих рассказов, хотя Смит настолько отличается от Лавкрафта, что его окрестили «Кларком Эштоном Смитосом».
В 1925 году Смит опубликовал книгу «Сандаловое дерево» (англ. Sandalwood), которая была частично профинансирована за счёт подарка в 50 долларов от Дональда Вандрея. В этот период он мало писал художественную литературу, за исключением некоторых образных виньеток или стихов в прозе. Большую часть своей жизни Смит был бедным и часто выполнял тяжёлую ручную работу, такую как сбор фруктов и резка дерева, чтобы прокормить себя и своих родителей. Он был искусным поваром и производил многие виды вина. Он также хорошо копал[значимость факта?], печатал и занимался журналистикой, вёл колонку в журнале The Auburn Journal, а иногда работал его ночным редактором.
Одним из художественных покровителей и частых корреспондентов Смита был бизнесмен из Сан-Франциско Альберт Бендер.

### Плодоносный период

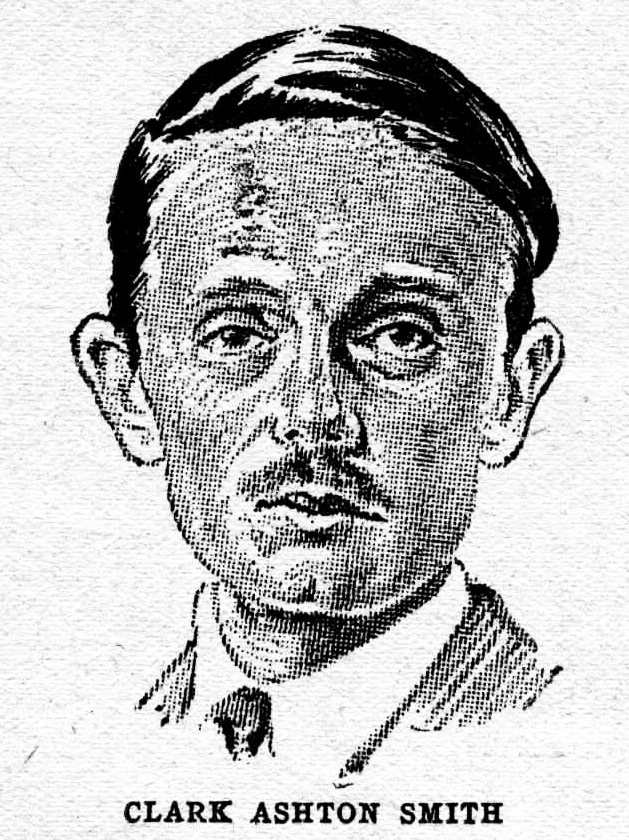
Смит, как он изображён в «Историях чудес» в 1930 году

В начале великой депрессии в США в 1929 году, когда здоровье его старых родителей ослабло, Смит вернулся к написанию рассказов и между 1929 и 1934 годами создал более сотни рассказов, почти все из которых можно классифицировать как странные ужасы или научную фантастику. Как и Лавкрафт, он опирался на ночные кошмары, мучившие его во время юношеских болезней. Брайан Стейблфорд писал, что рассказы, написанные во время этой короткой фазы бурной производительности, «составляют одно из самых выдающихся произведений в фантастической литературе».
Он опубликовал за свой счёт сборник с шестью лучшими рассказами «Двойная тень и другие фантазии» англ. The Double Shadow and Other Fantasies тиражом 1000 экземпляров, напечатанную «Обернским журналом». Темой большинства его произведений является эгоизм и сверхъестественное наказание за него; его странная фантастика, как правило, имеет мрачную тематику, злорадно заботясь о образах смерти, распада и ненормальности.
Большинство причудливой фантастики Смита состоит из четырёх серий, действие которых разворачивается в Гиперборее, Посейдонисе, Аверуане и Зотике. Гиперборея, утерянный континент миоценового периода, и Посейдонис, остаток Атлантиды, во многом схожи, с магической культурой, характеризующейся причудливостью, жестокостью, смертью и посмертными ужасами. Аверуан — это версия Смита о домодерной Франции, сравнимая с Poictesme Джеймса Брэнча Кейбелла. Зотик существует через миллионы лет в будущем. Это «последний континент земли, когда солнце тусклое и омрачённое». Эти рассказы сравнивают с циклом «Умирающая Земля» Джека Вэнса.
В 1933 году Смит начал переписываться с Робертом Говардом, «отцом» Конана-варвара. С 1933 по 1936 год Смит, Говард и Лавкрафт были лидерами школы фантастики Weird Tales и часто переписывались, хотя никогда не встречались. Писатель восточного фэнтези Э. Гофман Прайс — единственный человек, о котором известно, что она встречалась со всеми тремя лично.
Критик Стив Берендс предположил, что частая тема «потери» в художественной литературе Смита (многие его персонажи пытаются вернуть давно прошлую молодость, раннюю любовь или живописное прошлое) может отражать ощущение самого Смита, что его карьера испытала «падение с небес на землю».

### Середина карьеры: возвращение к поэзии и скульптуре
Период с 1929 по 1937 год — классический для Смита, когда он активно пишет новеллы для многих журналов (в том числе для Хьюго Гернсбека) и выпускает всего около 100 рассказов. В 1934 году в созданном Гернсбеком фан-клубе Science Fiction League Эштон получает место одного из его исполнительных директоров. В сентябре 1935 года умерла мать Смита, Фанни. Следующие два года Смит ухаживал за отцом во время его последней болезни. Тимеус скончался в декабре 1937 года. В возрасте 44 лет Смит практически перестал писать художественную литературу. Он был сильно поражён несколькими трагедиями, произошедшими за короткий промежуток времени: смерть Роберта Э. Говарда (1936), смерть Лавкрафта от рака (1937) и смерть его истощивших его родителей. В результате он сошёл со сцены, что ознаменовало конец золотого возраста «Странных историй». Он стал заниматься скульптурой и возобновил написание стихов. Однако Смита в это время посещали многие писатели, в частности Фриц Лейбер, Рах Гофман, Фрэнсис Т. Лейни и другие.
В 1942 году, через три года после того, как Август Дерлет основал издательство Arkham House с целью популяризации сочинений Г. Ф. Лавкрафта, Дерлет опубликовал первый из нескольких крупных сборников фантастики Смита «Вне пространства и времени» (1942). За ним последовал сборник «Потерянные миры» (1944). Книги продавались медленно и стали дорогими раритетами. Дерлет опубликовал ещё пять томов прозы Смита и два тома его стихов, а к моменту его смерти в 1971 году имел большой том стихотворений Смита в печати.

### Дальнейшая жизнь, женитьба и смерть
В 1953 году Смит перенёс сердечный приступ. В возрасте 61 года он женился на Кэрол(ин) Джонс Дорман 10 ноября 1954 года. У Дорман был большой опыт работы в Голливуде и на радио. После медового месяца в хижине Смита они переехали в Пасифик-Гроув (Калифорния), где с ними проживали трое детей от предыдущего брака. В течение нескольких лет он жил поочерёдно в доме на Индиан-Ридже и их доме в Пасифик-Гроув. Смиты продали большую часть родительского урочища, а в 1957 году старый дом сгорел — Смиты считали, что это был поджог, другие говорили, что это произошло из-за несчастного случая.
Теперь Смит неохотно занимался садоводством для других жителей Пасифик Гроув и отрастил козлиную бородку. Он проводил много времени за покупками и прогуливаясь у набережной, но, несмотря на упрёки Дерлета, сопротивлялся написанию новых художественных произведений. В 1961 году он перенёс серию инсультов и в августе того же года тихо умер во сне, в возрасте 68 лет. После смерти Смита Кэрол снова вышла замуж (стала Кэролин Уэйкфилд) и впоследствии умерла от рака.
Прах поэта был захоронен около или под валуном западнее места, где стоял дом его детства (уничтоженный пожаром в 1957 году); часть праха также была развеяна в роще голубых дубов рядом с валуном. Там не было ни одного знака. Мемориальные доски в честь Смита были установлены в окружной библиотеке Оберн-Плейсер в 1985 году и в парке Бисентенниал в Оберне в 2003 году.

## Творчество

### Стихи
Ранние стихи писались преимущественно в стиле fin de siècle и сформировались благодаря влиянию Свинберна и Джорджа Стерлинг. Среди более поздних поэтических сборников — «Звёздный ходок и другие стихи», «Чёрное дерево и хрусталь» (1922), «Сандаловое дерево» (1923), «Тёмный замок» (1951) и «Избранные стихи». Лавкрафт высоко оценил поэзию Смита и написал рецензию на сборник «Чёрное дерево и хрусталь», опубликованный в любительском журнале L’Alouette в январе 1924 года.

### Проза
В 1925 году под влиянием Лавкрафта Смит обратился к литературе ужасов и к 1937 году написал более сотни рассказов. «Мерзоты Йондо», датированные 5 февраля 1925 года, считаются первым примером этого. Лавкрафт был поражён и прислал текст Фарнсворту Райту, который, однако, не принял его для Weird Tales. Позже Смита часто причисляли к тройке мушкетёров журнала pulp, вместе с Лавкрафтом и Робертом Говардом. Только в апреле 1926 года рассказы начали появляться в литературном журнале Overland Monthly.
Истории, действие которых происходит в мифически вымышленных ландшафтах, таких как Гиперборея, Атлантида, средневековый стилизованный Аверуан или Зотик, можно отнести преимущественно к фэнтези, даже если они неоднократно заимствуют мотивы из научной фантастики и работают со средствами ужаса.
Действие других рассказов происходит на Марсе. Кроме успешного рассказа «Гробница Йо-Вомбиса», в цикл вошли «Властелин глубин», «Вултум» и фрагмент «Мнемока». Действие рассказов происходит во времена, когда исследование планеты только началось. Подобно циклу «Зотик», Смит изображает её как мир, стареющий и медленно умирающий. Полугуманоиды, коренные обитатели планеты — высокие, стройные и загадочные существа, однако достаточно дружелюбны, чтобы терпеть людей и разрешать «торговлю между мирами».
Некоторые рассказы, такие как Genius Loci, «Семена из склепа», «Возвращение колдуна», «Цепь Афоргомона» и «Невидимый город», не имеют легендарного антуража и относятся к жанру фэнтези.

### Изобразительное искусство

Автопортрет, около 1920

После смерти Роберта Говарда (1936) и Г. Ф. Лавкрафта (1937) интерес Смита к писательству угас. Он обратился к визуальному искусству как самоучка, предпочитая стиль примитивизм. Как отмечает С. Т. Джоши, его рисунки тушью, карандашом или мелом и картины демонстрируют сильное воображение, но остаются неадекватными в своей технической реализации. Кроме того, он создавал маленькие гротескные скульптуры и статуэтки из мыльного камня.

## Критика
Для Лавкрафта Кларк Эштон Смит был одним из самых одарённых писателей своего поколения. Как он отметил в своём эссе «Сверхъестественный ужас в литературе», ни один из ныне живых писателей не превзошёл Смита в «демонической удивительности и плодотворности своих замыслов». Кто ещё мог бы увидеть и пережить «развратные и лихорадочно искажённые видения бесконечных сфер и множественных измерений», чтобы рассказать об этом? Никто не передаёт тон «космического ужаса» так хорошо, как он.
Райн Зондергельд классифицирует рассказы и новеллы Смита как декадентские произведения. Декаданс отражается не только в тематике, но и в языке, который часто кажется чопорным. Однако его творчество часто оценивается почитателями жанра выше, чем творчество Лавкрафта. Наиболее убедителен автор не в фэнтези, а в своих фантастических рассказах, таких как Genius Loci и «Семена из могилы».
Рэй Брэдбери, который также опубликовал несколько ранних рассказов в издательстве «Аркхэм Хаус», описал большое влияние рассказов Смита «Город, где часто поёт пламя» (англ. The City of the Singing Flame) и «Властелин астероида» (англ. Master of Asteroid). В одном из них, по его словам, фантастическое воображение, а в другом — изображение изоляции и одиночества поразили его и повлияли на него до конца жизни..
Для С. Т. Джоши поэзия Смита является одной из «потерянных жемчужин литературы 20-го века». Его важнейшее стихотворение — «Пожиратель гашиша», или «Апокалипсис зла», 600-строчная «космическая(и) фантасмагория», произведшая большое впечатление на Лавкрафта. Глядя на стихотворение «Идущий за звездой» (англ. The Star-Treader), понятны похвалы и сравнения с Китсом или Шелли. Эти и другие ранние стихи превосходили «космическую лирику» покровителя Смита Стерлинга, чьи длинные поэмы «Свидетельство солнц» (англ. The Testimony of the Suns) (1903) и «Вино колдовства» (англ. A Wine of Wizardry) (1907) повлияли на Смита. Одну из причин недостаточного признания поэзии Смита Джоши усматривает в отсутствии традиции сверхъестественной фантастической поэзии. Многие произведения, по его мнению, богаты метафорами и отличаются среди современной поэзии Эзры Паунда и Уильяма Карлоса Вильямса традиционными стихотворными размерами и высоким стилем .
В 2015 году Смит посмертно получил премию Кордвайнера Смита, которая посвящается забытым или недооценённым писателям-фантастам.

### Гиперборея
- «Повесть Сатампры Зейроса» (The Tale of Satampra Zeiros, 1931)
- «Завещание Атаммауса» (The Testament of Athammaus, 1932)
- «Сверхъестественное Авусла Васоквана» (The Weird of Avoosl Wuthoqquan, 1933)
- «Дверь на Сатурн» (The Door to Saturn, 1933)
- «Дом Хаон-Дора» ("The House of Haon-Dor, 1933)
- «Ледяной демон» (The Ice-Demon, 1933)
- «Уббо-Сатла» (Ubbo-Sathla, 1933)
- «Семь испытаний» (The Seven Geases, 1934)
- «Муза Гипербореи (The Muse of Hyperborea», 1934, поэма в прозе)
- «Белая Сивилла» (The White Sybil, 1935)
- «Пришествие Белого Червя» (The Coming of the White Worm, 1941)
- «Кража тридцати-девяти поясов» (The Theft of the Thirty-Nine Girdles, 1958)
- «Плач по Виксиле» (Lament for Vixeela, 1996)

Сборники
- Кларк Эштон Смит (1971). Ред. Лин Картер. «Гиперборея»
- Кларк Эштон Смит (1996). Ред. Уилл Мюррей. «Книга Гипербореи»

### Зотика
- «Зотика» (Zothique, поэма)
- «Цитра» (Xeethra, 1934)
- «Некромантия в Наате» (The Necromancy in Naat, 1936)
- «Империя некромантов» (The Empire of the Necromancers, 1932)
- «Повелитель крабов» (The Master of the Crabs, 1948)
- «Смерть Илалоты» (The Death of Ilalotha, 1937)
- «Прядильщик из склепа» (The Weaver in the Vault, 1934)
- «Колдовство Улюи» «The Witchcraft of Ulua» 1934)
- «Бог из Храма Смерти» (The Charnel God, 1934)
- «Чёрный идол» (The Dark Eidolon, 1935)
- «Морфилла» (The Morthylla, 1953)
- «Чёрный аббат Патуума» (The Black Abbot of Puthuum, 1936)
- «Пришелец из гробницы» (The Tomb‑Spawn, 1934)
- «Последний иероглиф» (The Last Hieroglyph, 1935)
- «Остров мучителей» (The Isle of the Torturers, 1933)
- «Сад Адомфы» (The Garden of Adompha, 1938)
- «В Книге Вергамы» (In the Book of Vergama, 1934)
- «Путешествие короля Юворана» (The Voyage of King Euvoran)

### Аверуан
- «Аверуан» (Averoigne, поэма)
- «Зверь Аверуана» (The Beast of Averoigne, 1933)
- «Колосс из Илурни» (The Colossus of Ylourgne, 1934)
- «Второе рождение Венеры» (The Disinterment of Venus, 1934)
- «Колдунья из Силера» (The Enchantress of Sylaire, 1941)
- «Конец рассказа» (The End of the Story, 1930)
- «Сятой Азедарак» (The Holiness of Azedarac, 1933)
- «Создатель горгулий» (The Maker of Gargoyles, 1932)
- «Повелительница жаб» (Mother of Toads, 1938)
- «Свидание в Аверуанском лесу» (A Rendezvous in Averoigne, 1931)
- «Сатир» (The Satyr, 1931)
- «Мандрагора» (The Mandrakes, 1933)

### Марс
- «Посланец с Марса» (The Planet Entity или Seedling of Mars, 1931)

Три рассказа в цикле о Марсе, образующие цикл Айхаи (раса существ, населяющих Марс к тому моменту, когда туда прибыли и начали обживать земляне):
- «Обитатель Бездны» (The Dweller in the Gulf, 1933)
- «Склепы Йох-Вомбиса» (The Vaults of Yoh-Vombis, 1932)
- «Валтум» (The Vulthoom, 1935)

### Лемурия
- «В Лемурии» (In Lemuria, поэма)
- «Жертва Луне» (An Offering to the Moon)
- «Неотмеченный остров» (The Uncharted Isle)
- «Лемурийский» (Lemurienne, поэма)

### Посейдонис
- «Муза Атлантиды» (англ. The Muse of Atlantis)
- «Последнее заклинание» (англ. The Last Incantation, 1930)
- «Смерть Малигриса» (англ. The Death of Malygris, 1934)
- «Толомес» (англ. Tolometh)
- «Двойная тень» (англ. The Double Shadow, 1933)
- «Путешествие к Сфаномоэ» (англ. A Voyage to Sfanomoë, 1931)
- «Вино из Атлантиды» (англ. A Vintage from Atlantis, 1933)
- «Атлантида» (англ. Atlantis: a poem, 1912)

### Пандиом
- «Рок Антариона» (The Doom of Antarion или The Planet of the Dead)

### Сатаббор
- «Монстр из пророчества» (The Monster of the Prophecy)

### Лопаи
- «Цветочный дьявол» (The Demon of the Flower)

### Птолемедис
- «Явление смерти» (The Epiphany of Death, 1934)

### Ксикарп
- «Лабиринт Маал Двеба» (The Maze of Maal Dweb)
- «Женщины-цветки» (The Flower-Women)

### Внесерийные рассказы
- «Йондо» (The Abominations of Yondo, 1926)
- «Некромантический рассказ» (The Necromantic tale, 1930)
- «Брошенные на Андромеде» (The Marooned in Andromeda, 1930)
- «Неведомый остров» (The Uncharted Isle, 1930)
- «Убийство в четвёртом измерении» (Murder in the Fourth Dimension, 1930)
- «Невиданная планета» (The Amazing planet» 1931)
- «Неизмеримый ужас» (The Immeasurable horror, 1931)
- «Возвращение чародея» (The Return of the Sorcerer, 1931, Эдвард Карнби)
- «Город поющего пламени» (The City of the Singing Flame, 1931)
- «Охотники извне» (The Hunters from Beyond, 1932)
- «Бессмертные c Меркурия» (The Immortals of Mercury, 1932)
- «Вечный мир» (The Eternal World, 1932)
- «Безымянное отродье» (The Nameless Offspring, 1932)
- «Труп сверх плана» (The Supernumerary Corpse, 1932)
- «Во владениях случайности» (The Dimension of Chance, 1932)
- «Невидимый город» (The Invisible city, 1932)
- «Хозяин астероида» (The Master of the asteroid, 1932)
- «Письмо с Мохаун Лос» (The Letter from Mohaun Los, 1932)
- «Семена из склепа» (The Seed from the Sepulcher, 1933)
- «Одержимый злом» (The Devotee of Evil, 1933)
- «Потусторонний свет» (The Light from beyond, 1933)
- «Пришельцы с Млока» (The Visitors from Mlok, 1933)
- «Гений» (Genius Loci, 1933)
- «Ночь в Малнанте» (A Night in Malnéant, 1933)
- «Вторичное погребение» (The Second Interment, 1933)
- «Первичный город» (Primal city, 1934)
- «Наркотик с Плутона» (The Plutonian Drug, 1934)
- «Попирающий прах» (The Treader of the Dust, 1935)
- «Сумасшедший творец» (The Schizoid Creator, 1935)
- «Цепь Афоргомона» (The Chain of Aforgomon, 1935)
- «Третий эпизод Ватека» (The Third episode of Vatek, 1937, перевод с французского одного из прибавлений к повести У. Бекфорда «Ватек»)
- «Монстры в ночи» (Monsters in the night, 1954)

## Переводы
- Смит К. Э. «Затерянные миры» [Сб.]. М.: АСТ; «Ермак», 2004. 736 с. (Серия: «Толкин. Предшественники»). ISBN 5-17-015165-9, ISBN 5-9577-0989-1
- Смит К. Э. «Затерянные миры: Сага затерянных миров». Составитель: А. Лидин СПб.: «Северо-Запад», 2014 г. (май) Серия: «Забытая классика» (Жёлтая серия). ISBN 978-5-93835-552-1
- Смит К. Э. «Зотик». Составитель: А. Лидин СПб.: «Северо-Запад», 2014 г. Серия: «Забытая классика» (Жёлтая серия). ISBN 978-5-93835-551-4

## Экранизации
- Night Gallery: The Return of the Sorcerer (1972)
- The Theatre Bizarre: The Mother Of Toads (2011)